# Зареченські наречені
«Зареченські наречені» — радянський короткометражний художній телефільм 1967 року, поставлений режисером Леонідом Мілліонщіковим на кіностудії «Мосфільм» за мотивами оповідання Олексія Леонова «Блізнєнські наречені».

## Сюжет
Сільський красунчик і ловелас Петро Бичков нарешті вирішує одружитися, невірно розтлумачивши жартівливі слова сільської дівчини Тані Трифонової про те, щоб він приїжджав до неї. І він приїжджає разом з веселим дідом-сватом Коротайкою, але отримує від «нареченої» відмову, тому що вона закохана в шофера Мішку, разом з яким і тікає від невдалого нареченого на санях Коротайки…

## У ролях
- Євген Леонов —  Семен Захарович Коротайка, сват
- Віктор Філіппов —  Петро Ігнатович Бичков, сільський ловелас, «наречений»
- Тамара Совчі —  Таня Трифонова, «наречена»
- Олег Відов —  Мішка Чернишов, шофер, справжній коханий Тані
- Варвара Владимирова —  мати Тані
- Петро Любешкін —  Сергій Трифонов, батько Тані
- Ія Маркс —  Мавра Кузмінічна, бабка Петра
- Дая Смирнова —  Поліна, сестра Мішки
- Жанна Александрова —  Свєтка, подруга Тані
- Розалія Кольосова —  Парасковія
- Валентина Ананьїна —  Клаша
- Валентина Березуцька —  Варвара, сусідка
- Зоя Ісаєва —  сусідка
- Анна Строганова —  сусідка
- Олеся Іванова — сусідка
- Віктор Маркін —  Віктор Васильович, режисер самодіяльного театру
- Микола Погодін —  шофер
- Олександр Лебедєв —  шофер
- Юрій Мартинов —  Коля, актор самодіяльного театру

## Знімальна група
- Режисер — Леонід Мілліонщіков
- Сценарист — Віктор Мережко
- Оператор — Петро Сатуновський
- Композитор — Євген Птичкін
- Художники — Петро Веременко, Наталія Мєшкова